# Ana Oncina
Ana Oncina Tortosa (Elda, 1989) es una ilustradora y autora de cómics española, autora de la serie Croqueta y empanadilla, con la que ganó el premio del público en el Salón Internacional del Cómic de Barcelona en 2015. En 2017 fue incluida en la lista de los creadores menores de 30 años más influyentes del momento en Europa que elabora la revista financiera Forbes.

## Trayectoria
Sus inicios profesionales empezaron en el campo de la animación, que representa una de sus influencias. Su primera incursión en el cómic fue con Croqueta y empanadilla, que envió como proyecto a Ediciones La Cúpula, editorial que el día siguiente la llamó para comprarle el proyecto. En cinco meses agotó la primera edición y dos reimpresiones, deviniendo un éxito de público, y consagrando a Oncina como una representante del cómic femenino en España.
Croqueta y empanadilla nacen de una anécdota de marzo de 2013, cuando Oncina fue de viaje a Berlín con su pareja. Después de visitar varios museos, Oncina descansó en un banco y su pareja le dijo que era "una empanada", a lo que replicó que si ella era "una empanada", él era "una croqueta". De esa anécdota nacieron los personajes y unas historias basadas en hechos reales, a los que se sumaron algunos personajes secundarios como el perro Rodolfo y el gato Sopla cuyas historias son inventadas. La serie está formada por diferentes capítulos autoconclusivos que narran diferentes anécdotas de la vida en pareja.

## Publicaciones
- 2014 – Croqueta y empanadilla. Ediciones La Cúpula.[8]
- 2014 – Una Navidad con Croqueta y empanadilla. Ediciones La Cúpula.[9]
- 2015 – Croqueta y empanadilla 2. Ediciones La Cúpula.[10][11]
- 2017 – Croqueta y empanadilla 3. Ediciones La Cúpula.[12]
- 2018 - Bola. Autopublicado.[13]
- 2018 - Un Paseo por Corea y Japón. Autopublicado.[14]
- 2019 - Los F*cking 30. Zenith.[15]
- 2020 - Inktober 2019. Autopublicado.[16]
- 2021 - El f*cking 2020. Autopublicado.[17]
- 2021 - Just Friends. Planeta Cómic.[18]

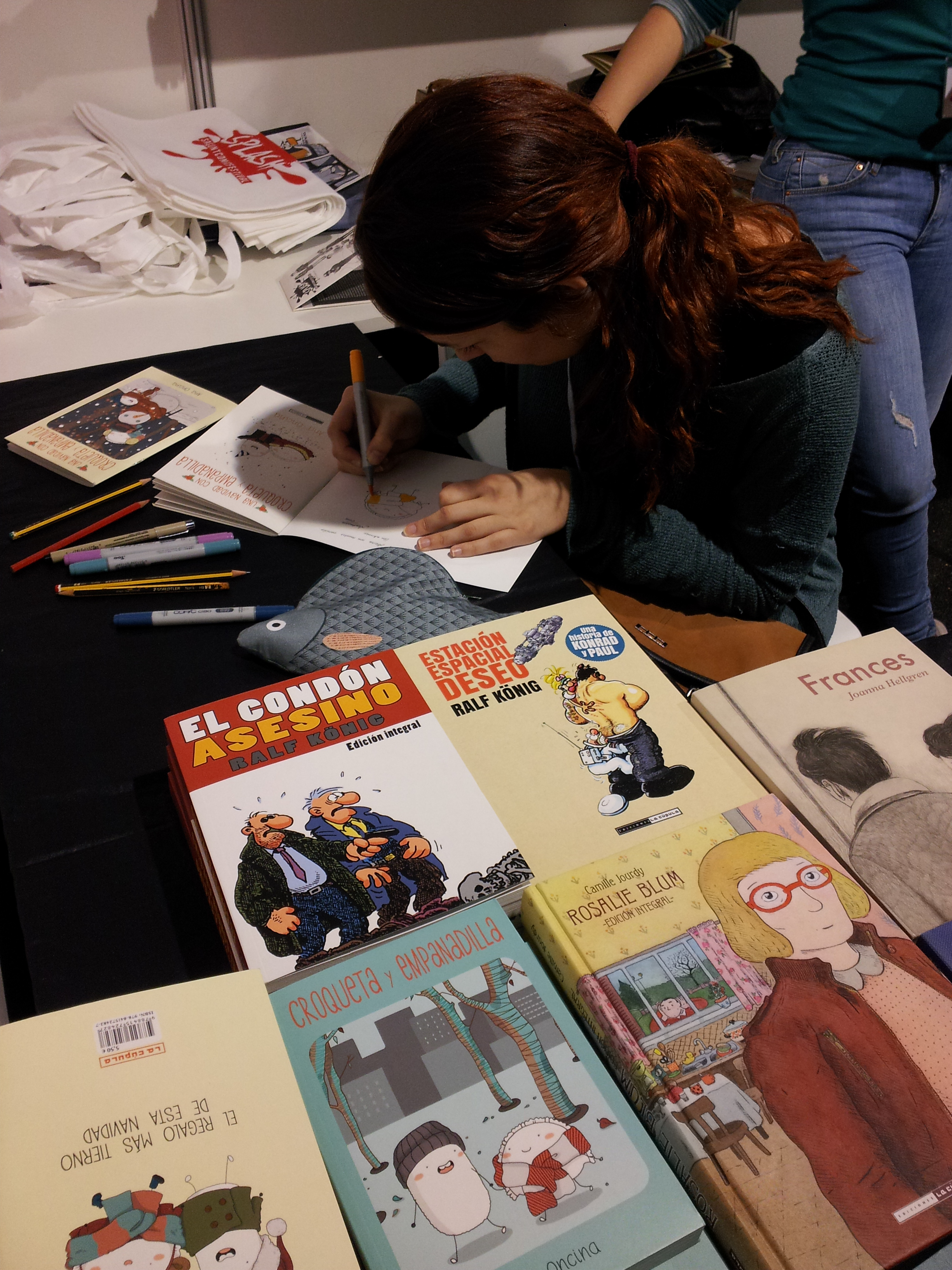
Oncina dedica un ejemplar de Croqueta y empanadilla en la edición del 2015 de la feria saguntina Splash.

- 2023 - Planeta. Planeta Cómic.[19]

## Premios y reconocimientos
- 2015 – Premio del público en el Salón Internacional del Cómic de Barcelona.[20]
- 2015 – Nominada a Premio a la mejor obra española en Ficomic.[21]
- 2017 – Incluida en la lista Forbes de los menores de 30 años más influyentes del momento.[5]